# 8-я гвардейская авиационная дивизия дальнего действия
8-я гвардейская авиационная Орловская дивизия дальнего действия (8-я гв. ад дд) — авиационное соединение Военно-Воздушных сил (ВВС) Вооружённых Сил РККА бомбардировочной авиации, принимавшее участие в боевых действиях Великой Отечественной войны.

## История наименований дивизии
- 8-я гвардейская авиационная дивизия дальнего действия;
- 8-я гвардейская авиационная Орловская дивизия дальнего действия;
- 18-я гвардейская бомбардировочная авиационная Орловская дивизия;
- 18-я гвардейская бомбардировочная авиационная Орловско-Будапештская дивизия.

## История и боевой путь дивизии

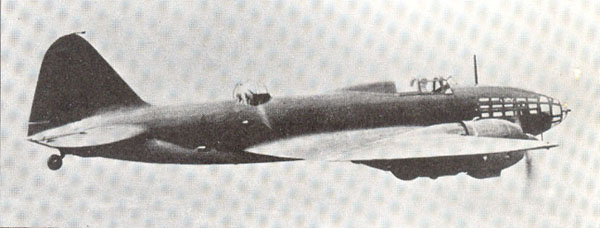
Самолёт Ил-4, состоящий на вооружении полков дивизии.

В соответствии с решением ГКО СССР и на основании Директивы начальника штаба авиации дальнего действия № 701833 от 13 мая 1943 года на базе 2-й гвардейской авиационной дивизии дальнего действия развернут 2-й гвардейский авиационный корпус дальнего действия, в составе которого на базе 8-го гвардейского авиационного полка дальнего действия развернута 8-я гвардейская авиационная дивизия дальнего действия на самолетах Ил-4. В состав дивизии вошли:
- 8-й гвардейский авиационный Ржевский полк дальнего действия;
- 19-й гвардейский авиационный полк дальнего действия;
- 329-й авиационный полк дальнего действия;
- части обеспечения.

Дивизия вошла в состав корпуса, где и прошла дальнейший боевой путь, участвуя в операциях:
- Курская битва[2] — 5 июля 1943 года по 25 августа 1943 года.
- Орловская операция «Кутузов»[2] — с 12 июля 1943 года по 18 августа 1943 года.
- Брянская операция[2] — с 17 августа 1943 года по 3 октября 1943 года.
- Черниговско-Припятская операция[2] — с 26 августа 1943 года по 30 сентября 1943 года.
- Смоленско-Рославльская операция[2] — с 15 сентября 1943 года по 2 октября 1943 года.
- Воздушная операция против Финляндии — с 6 февраля 1944 года по 27 февраля 1944 года.
- Псковская наступательная операция — с 9 марта 1944 года по 15 апреля 1944 года.
- Крымская операция[2] — с 8 апреля 1944 года по 12 мая 1944 года.
- Белорусская операция «Багратион»[2] — с 23 июня 1944 года по 29 августа 1944 года.
- Бобруйская операция — с 24 июня 1944 года по 29 июня 1944 года.
- Минская операция — с 29 июня 1944 года по 4 июля 1944 года.
- Ясско-Кишиневская операция[2] — с 20 августа 1944 года по 29 августа 1944 года.

С начала своего формирования дивизия обеспечивала наступательные операции частей Красной армии на орловском, белгородском, полтавском, брянском, рославльском и смоленском направлениях, наносили бомбовые удары на Ленинградском фронте по позициям артиллерии противника в районе Беззаботное. В 1944 года дивизия успешно действовала в Белорусской и Минской наступательных операциях, наносила удары по военно-промышленным объектам в Германии, Румынии, Польше и Венгрии.
За отличия в боях при проведении Орловской операции 8-й гвардейской авиационной дивизии дальнего действия Приказом НКО СССР № 0137 от 27 мая 1944 года присвоено почётное наименование «Орловская».
8-я гвардейская авиационная Орловская дивизия дальнего действия 26 декабря 1944 года Директивой Генерального Штаба № орг.10/315706 от 26 декабря 1944 года преобразована в 18-ю гвардейскую бомбардировочную авиационную Орловскую дивизию, а 2-й гвардейский авиационный корпус дальнего действия, куда входила дивизия — во 2-й гвардейский бомбардировочный авиационный корпус.

### В действующей армии
В составе действующей армии дивизия находилась с 24 мая 1943 года по 26 декабря 1944 года.

### Командир дивизии
| Звание                           | Имя                        | Период                                  | Примечание |
| -------------------------------- | -------------------------- | --------------------------------------- | ---------- |
| Полковник, Генерал-майор авиации | Тихонов Василий Гаврилович | 13 мая 1943 года — 26 декабря 1944 года |            |

### В составе объединений
| Дата          | Армия                     | Корпус                                               |
| ------------- | ------------------------- | ---------------------------------------------------- |
| 24.05.1943 г. | Авиация дальнего действия | 2-й гвардейский авиационный корпус дальнего действия |
| 06.12.1944 г. | 18-я воздушная армия      | 2-й гвардейский авиационный корпус дальнего действия |
| 17.01.1945 г. | 18-я воздушная армия      | 2-й гвардейский бомбардировочный авиационный корпус  |

## Части и отдельные подразделения дивизии
За весь период своего существования боевой состав дивизии оставался постоянным:
| Период                     | Наименование                                        | Вооружение                         |
| -------------------------- | --------------------------------------------------- | ---------------------------------- |
| 13.05.1943 — 26.12.1944 г. | 8-й гвардейский авиационный полк дальнего действия  | Ил-4, переименован в 224-й гв. бап |
| 13.05.1943 — 26.12.1944 г. | 19-й гвардейский авиационный полк дальнего действия | Ил-4, переименован в 19-й гв. бап  |
| 13.05.1943 — 24.05.1943 г. | 12-й гвардейский авиационный полк дальнего действия | Ил-4, Ли-2, передан в 12-ю ад дд   |
| 01.04.1944 — 26.12.1944 г. | 329-й бомбардировочный авиационный полк             | Ер-2, переименован в 329-й бап     |

## Почётные наименования
- 8-й гвардейской авиационной дивизии дальнего действия за отличия в боях при проведении Орловской операции присвоено почётное наименование «Орловская»[6].
- 19-му гвардейскому авиационному полку дальнего действия 25 сентября 1943 года за отличия в боях при форсировании реки Днепр и овладении штурмом городов Смоленск — важнейшего стратегического узла обороны немцев на западном направлении, и Рославль — оперативно важным узлом коммуникаций и мощным опорным пунктом обороны немцев на могилевском направлении на основании приказа Верховного Главнокомандующего присвоено почетное наименование «Рославльский»[7].

## Награды
- 8-й гвардейский авиационный Ржевский полк дальнего действия Указом Президиума Верховного Совета СССР награждён орденом «Боевого Красного Знамени».
- 19-й гвардейский авиационный Рославльский полк дальнего действия Указом Президиума Верховного Совета СССР награждён орденом «Боевого Красного Знамени».

## Благодарности Верховного Главнокомандующего
Воинам дивизии в составе корпуса объявлены благодарности Верховного Главнокомандующего:
- За отличие в боях при овладении штурмом крепостью и важнейшей военно-морской базой на Чёрном море городом Севастополь[8].
- За отличия в боях при прорыве обороны немцев на Могилевском направлении и форсировании реки Проня западнее города Мстиславль, при овладении районным центром Могилевской области — городом Чаусы и освобождении более 200 других населенных пунктов, среди которых Черневка, Ждановичи, Хоньковичи, Будино, Васьковичи, Темривичи и Бординичи<[9].
- За отличие в боях при овладении столицей Советской Белоруссии городом Минск — важнейшим стратегическим узлом обороны немцев на западном направлении[10].
- За отличие в боях при овладении областным центром Белоруссии городом и крепостью Брест (Брест-Литовск) — оперативно важным железнодорожным узлом и мощным укрепленным районом обороны немцев на варшавском направлении[11].

## Отличившиеся воины дивизии

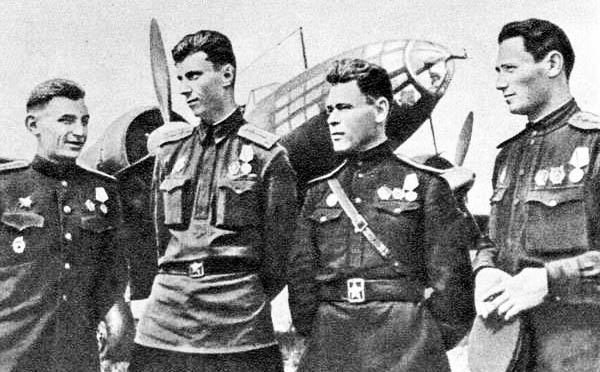
Будущие Герои Советского Союза — лётчики АДД В. В. Решетников, В. Ф. Рощенко, П. П. Радчук, П. П. Хрусталев. 1943 год

- Авдеев Николай Дмитриевич, гвардии капитан, штурман эскадрильи 8-го гвардейского авиационного полка дальнего действия 8-й гвардейской бомбардировочной авиационной дивизии дальнего действия 2-го гвардейскому кого бомбардировочного авиационного корпуса авиации дальнего действия Указом Президиума Верховного Совета СССР 19 августа 1944 года удостоен звания Герой Советского Союза. Золотая Звезда не вручена в связи с гибелью.
- Алексеев Максим Николаевич, гвардии капитан, штурман 19-го гвардейского авиационного полка дальнего действия 8-й гвардейской бомбардировочной авиационной дивизии дальнего действия 2-го гвардейского бомбардировочного авиационного корпуса авиации дальнего действия Указом Президиума Верховного Совета СССР 27 июля 1944 года удостоен звания Герой Советского Союза. Золотая Звезда № 1052.
- Баженов Глеб Фёдорович, гвардии капитан, командир эскадрильи 19-го гвардейского авиационного полка дальнего действия 8-й гвардейской бомбардировочной авиационной дивизии дальнего действия 2-го гвардейского бомбардировочного авиационного корпуса авиации дальнего действия Указом Президиума Верховного Совета СССР 19 августа 1944 года удостоен звания Герой Советского Союза. Золотая Звезда № 4402.
- Коростелёв Алексей Константинович, гвардии старший лейтенант, заместитель командира эскадрильи 8-го гвардейского авиационного полка дальнего действия 8-й гвардейской бомбардировочной авиационной дивизии дальнего действия 2-го гвардейского бомбардировочного авиационного корпуса авиации дальнего действия Указом Президиума Верховного Совета СССР 19 августа 1944 года удостоен звания Герой Советского Союза. Золотая Звезда № 5094.
- Радчук Павел Петрович, гвардии подполковник, командир эскадрильи 8-го гвардейского авиационного полка дальнего действия 8-й гвардейской бомбардировочной авиационной дивизии дальнего действия 2-го гвардейского бомбардировочного авиационного корпуса авиации дальнего действия Указом Президиума Верховного Совета СССР 27 июля 1944 года удостоен звания Герой Советского Союза. Золотая Звезда № 1054.
- Решетников Василий Васильевич, гвардии капитан, командир эскадрильи 19-го гвардейского авиационного полка дальнего действия 8-й гвардейской бомбардировочной авиационной дивизии дальнего действия 2-го гвардейского бомбардировочного авиационного корпуса авиации дальнего действия Указом Президиума Верховного Совета СССР 27 июля 1944 года удостоен звания Герой Советского Союза. Золотая Звезда № 1055.
- Рогульский Франц Николаевич, гвардии капитан, командир эскадрильи 19-го гвардейского авиационного полка дальнего действия 8-й гвардейской бомбардировочной авиационной дивизии дальнего действия 2-го гвардейского бомбардировочного авиационного корпуса авиации дальнего действия Указом Президиума Верховного Совета СССР 19 августа 1944 года удостоен звания Герой Советского Союза. Золотая Звезда № 3992.
- Рощенко Владимир Фёдорович, гвардии старший лейтенант, штурман эскадрильи 8-го гвардейского авиационного полка дальнего действия 8-й гвардейской бомбардировочной авиационной дивизии дальнего действия 2-го гвардейского бомбардировочного авиационного корпуса авиации дальнего действия Указом Президиума Верховного Совета СССР 27 июля 1944 года удостоен звания Герой Советского Союза. Золотая Звезда № 1056.
- Сафонов Владимир Ильич, гвардии капитан, командир эскадрильи 8-го гвардейского авиационного полка дальнего действия 8-й гвардейской бомбардировочной авиационной дивизии дальнего действия 2-го гвардейского бомбардировочного авиационного корпуса авиации дальнего действия Указом Президиума Верховного Совета СССР 5 ноября 1944 года удостоен звания Герой Советского Союза. Золотая Звезда № 5100.
- Сиволапенко Павел Фёдорович, гвардии майор, штурман эскадрильи 19-го гвардейского авиационного полка дальнего действия 8-й гвардейской бомбардировочной авиационной дивизии дальнего действия 2-го гвардейского бомбардировочного авиационного корпуса авиации дальнего действия Указом Президиума Верховного Совета СССР 5 ноября 1944 года удостоен звания Герой Советского Союза. Золотая Звезда № 5101.
- Фурс Павел Михайлович, гвардии капитан, командир эскадрильи 8-го гвардейского авиационного полка дальнего действия 8-й гвардейской бомбардировочной авиационной дивизии дальнего действия 2-го гвардейского бомбардировочного авиационного корпуса авиации дальнего действия Указом Президиума Верховного Совета СССР 19 августа 1944 года удостоен звания Герой Советского Союза. Золотая Звезда № 5097.
- Хрусталёв Павел Павлович, гвардии капитан, штурман эскадрильи 8-го гвардейского авиационного полка дальнего действия 8-й гвардейской бомбардировочной авиационной дивизии дальнего действия 2-го гвардейского бомбардировочного авиационного корпуса авиации дальнего действия Указом Президиума Верховного Совета СССР 27 июля 1943 года удостоен звания Герой Советского Союза. Золотая Звезда № 1058.
- Яновский Иван Иванович, гвардии старший лейтенант, штурман эскадрильи 8-го гвардейского авиационного полка дальнего действия 8-й гвардейской бомбардировочной авиационной дивизии дальнего действия 2-го гвардейского бомбардировочного авиационного корпуса авиации дальнего действия Указом Президиума Верховного Совета СССР 5 ноября 1944 года удостоен звания Герой Советского Союза. Золотая Звезда № 5098.

## Базирование
| Период            | Аэродром                         |
| ----------------- | -------------------------------- |
| 03.1943 — 04.1944 | Боталы, Тверская область         |
| 04.1944 — 07.1944 | Прилуки                          |
| 07.1944 — 10.1944 | Бышев, Бузово (Киевская область) |
| 10.1944 — 12.1944 | Окоп, Каськов (Украина)          |